# Associazione Milanese del Calcio 1913-1914
Questa pagina raccoglie i dati riguardanti la Associazione Milanese del Calcio nelle competizioni ufficiali della stagione 1913-1914.

## Organigramma societario
Area direttiva
- Fondazione: agosto 1913.
- Campo: Strada Vercellese 32.

## Rosa
| N. |                   | Ruolo | Calciatore        |
| -- | ----------------- | ----- | ----------------- |
|    | Italia (bandiera) | A     | Emilio Agradi     |
|    | Italia (bandiera) | D     | Bernardi          |
|    | Italia (bandiera) | D     | Arturo Bistoletti |
|    | Italia (bandiera) | A     | Corrado Bullè     |
|    | Italia (bandiera) | A     | Canetta           |
|    | Italia (bandiera) | A     | Daielli           |
|    | Italia (bandiera) | P     | Freddi            |
|    | Italia (bandiera) | C     | Aldo Manzi        |
|    | Italia (bandiera) | A     | Armando Marini    |
|    | Italia (bandiera) | D     | Tremolada         |
|    | Italia (bandiera) | A     | Luigi Sessa       |

| N. |                   | Ruolo | Calciatore         |
| -- | ----------------- | ----- | ------------------ |
|    | Italia (bandiera) | D     | Antonio May        |
|    | Italia (bandiera) | P     | Henry Molinari (I) |
|    | Italia (bandiera) | D     | Mori               |
|    | Italia (bandiera) | C     | Ennio Moroni       |
|    | Italia (bandiera) | A     | Pedroni (II)       |
|    | Italia (bandiera) | A     | Ranzani            |
|    | Italia (bandiera) | C     | Ricciardi          |
|    | Italia (bandiera) | A     | Lorenzo Rossi      |
|    | Italia (bandiera) | A     | Nicoli             |
|    | Italia (bandiera) | A     | Villa              |